# 杉森高等学校
杉森高等学校（すぎもりこうとうがっこう）は、福岡県柳川市奥州町にある私立高等学校。学校法人杉森学園が運営する私立高校。

## 沿革
- 1905年（明治38年） - 杉森シカが、杉森女紅会を設立。
- 1908年（明治41年） - 杉森女芸学校に改称。
- 1926年（大正15年） - 杉森女学校に改称。
- 1944年（昭和19年） - 柳河高等技芸女学校に改称。
- 1947年（昭和22年） - 杉森女子中学校に改称（1977年休校）。
- 1948年（昭和23年） - 杉森女子高等学校を設置し、被服科を設置。
- 1961年（昭和36年） - 食物科を設置。
- 1964年（昭和39年） - 家政科を設置。
- 1970年（昭和45年） - 衛生看護科を設置。
- 1972年（昭和47年） - 家政科を廃止。
- 1975年（昭和50年） - 被服科を服飾デザイン科に改称。普通科を設置。
- 1977年（昭和52年） - 杉森女子中学校が休校となる。
- 1982年（昭和57年） - 衛生看護専攻科設置。
- 1989年（平成元年） - 福祉科を設置。
- 2002年（平成14年） - 衛生看護科を看護科に改称し、5年一貫に移行。
- 2003年（平成15年） - 普通科をクリエイティブライフ科に改称。
- 2007年（平成19年） - 看護科・福祉科・食物科が男女共学となり、杉森高等学校に改称。また、服飾デザイン科をファッションデザイン科に改称。
- 2025年（令和 7年） - 2026年4月から校名を「福岡キャリアi（アイ）高等学校」に、法人名を「岩本学園」に変更することを発表[1]。

## 設置学科
本科
- 食物科
- 看護科
- 福祉科
- 普通科(ファッションコース、医療総合コース)

専攻科
- 看護専攻科

## 主な卒業生
- 古賀友子 - 元プロボクサー、杉森女子高等学校時代
- 斎藤恭代 - ファッションモデル　グラビアアイドル

## アクセス
- 西鉄柳川駅より堀川バスかんぽの宿行きに乗車し、杉森高校前下車